# Ретеги, Матео
Мате́о Рете́ги (исп. и итал. Mateo Retegui; род. 29 апреля 1999, Сан-Фернандо, Буэнос-Айрес, Аргентина) — аргентинский и итальянский футболист, нападающий клуба «Аль-Кадисия» и сборной Италии. Участник чемпионата Европы 2024.

## Клубная карьера
Ретеги — воспитанник клубов «Ривер Плейт» и «Бока Хуниорс». 17 ноября 2018 года в матче против «Патронато» он дебютировал в аргентинской Примере в составе последнего. В начале 2019 года Ретеги на правах аренды перешёл в «Эстудиантес». 18 февраля в матче против «Архентинос Хуниорс» он дебютировал за новый клуб. 2 ноября в поединке против «Химнасии Ла-Плата» Матео забил свой первый гол за «Эстудиантес». 
В 2020 году Ретегуи был арендован клубом «Тальерес». 31 октября в матче против «Ньюэллс Олд Бойз» он дебютировал за новую команду. 20 декабря в поединке против «Атлетико Тукуман» Матео забил свой первый гол за «Тальерес». 
В начале 2022 года Ретеги на правах аренды перешёл в «Тигре». 11 февраля в матче против «Годой-Крус» он дебютировал за новую команду. 16 февраля в поединке против «Сентраль Кордова» Матео забил свой первый гол за «Тигре».
Летом 2023 года Ретеги перешёл в итальянский «Дженоа», подписав контракт на 5 лет. Сумма трансфера составила 15 млн. евро. В матче против «Фиорентины» он дебютировал в итальянской Серии A. 27 августа в поединке против «Лацио» Матео забил свой первый гол за «Дженоа».
8 августа 2024 года Ретеги стал игроком «Аталанты». 8 февраля 2025 года сделал покер в ворота «Вероны» в матче чемпионата Италии (5:0). 4-й мяч стал для Ретеги 20-м в чемпионате Италии 2024/25 в 22 матчах. По результатам сезона 2024/25 стал лучшим бомбардиром Серии А, забив 25 голов, и вторым игроком «Аталанты» после Филиппо Индзаги, удостоившимся этой награды.
22 июля 2025 года Матео Ретеги перешёл в саудовскую «Аль-Кадисия» из «Аталанты» за 65 млн евро. Контракт до лета 2028 года.

## Карьера в сборной
Ретеги обладает итальянским гражданством благодаря дедушке со стороны матери, который был родом из Каникатти, Сицилия.
В феврале 2023 года появились сообщения, что Роберто Манчини рассматривает Ретеги в качестве кандидата в состав сборной Италии на первые матчи отборочного турнира Евро-2024. 17 марта 2023 года был официально вызван в состав сборной Италии. 23 марта дебютировал в первом матче отборочного турнира против сборной Англии, выйдя на поле в стартовом составе, и забил первый гол за сборную Италии на 56‑й минуте после передачи Лоренцо Пеллегрини.

### Голы за сборную Италии
| № | Дата          | Место                                   | Соперник | Счёт | Результат | Турнир                             |
| - | ------------- | --------------------------------------- | -------- | ---- | --------- | ---------------------------------- |
| 1 | 23 марта 2023 | Диего Армандо Марадона, Неаполь, Италия | Англия   | 1–2  | 1–2       | Чемпионат Европы 2024 квалификация |
| 2 | 26 марта 2023 | Национальный стадион, Та-Кали, Мальта   | Мальта   | 0–1  | 0–2       | Чемпионат Европы 2024 квалификация |

## Статистика
| Выступление      | Выступление      | Выступление      | Лига | Лига | Кубки | Кубки | Континент | Континент | Итого | Итого |
| Клуб             | Лига             | Сезон            | Игры | Голы | Игры  | Голы  | Игры      | Голы      | Игры  | Голы  |
| ---------------- | ---------------- | ---------------- | ---- | ---- | ----- | ----- | --------- | --------- | ----- | ----- |
| Бока Хуниорс     | Примера          | 2018/19          | 1    | 0    | 0     | 0     | 0         | 0         | 1     | 0     |
| Бока Хуниорс     | Итого            | Итого            | 1    | 0    | 0     | 0     | 0         | 0         | 1     | 0     |
| → Эстудиантес    | Примера          | 2018/19          | 3    | 0    | 7     | 1     | 0         | 0         | 10    | 1     |
| → Эстудиантес    | Примера          | 2019/20          | 29   | 5    | 7     | 0     | 0         | 0         | 36    | 5     |
| → Эстудиантес    | Итого            | Итого            | 32   | 5    | 14    | 1     | 0         | 0         | 46    | 6     |
| → Тальерес       | Примера          | 2021             | 38   | 6    | 0     | 0     | 6         | 0         | 44    | 6     |
| → Тальерес       | Итого            | Итого            | 38   | 6    | 0     | 0     | 6         | 0         | 44    | 6     |
| → Тигре          | Примера          | 2022             | 40   | 22   | 2     | 1     | 0         | 0         | 42    | 23    |
| → Тигре          | Примера          | 2023             | 21   | 11   | 1     | 0     | 6         | 1         | 28    | 12    |
| → Тигре          | Итого            | Итого            | 61   | 33   | 3     | 1     | 6         | 1         | 70    | 35    |
| Дженоа           | Серия А          | 2023/24          | 29   | 7    | 2     | 2     | 0         | 0         | 31    | 9     |
| Дженоа           | Итого            | Итого            | 29   | 7    | 2     | 2     | 0         | 0         | 31    | 9     |
| Аталанта         | Серия А          | 2024/25          | 36   | 25   | 2     | 0     | 11        | 3         | 49    | 28    |
| Аталанта         | Итого            | Итого            | 36   | 25   | 2     | 0     | 11        | 3         | 49    | 28    |
| Всего за карьеру | Всего за карьеру | Всего за карьеру | 197  | 76   | 21    | 4     | 23        | 4         | 241   | 84    |

## Достижения

### Личные
- Лучший бомбардир чемпионата Аргентины: 2022
- Лучший бомбардир чемпионата Италии: 2024/25
- Лучший нападающий Серии А: 2024/25[21]
- Игрок месяца Серии А: октябрь 2024